# Sarda (Albánia)
Sarda (latin név; albán Sardë / Sarda) mára elpusztult, és csak romjaiban látható középkori település, egyúttal régészeti helyszín a mai Albánia északnyugati részén, Shkodra városától légvonalban 11 kilométerre keletre, a Drin folyón duzzasztott Vau i Dejës-i-tó Shurdhah-szigetén (Ishull i Shurdhahut). A feltehetően a 6. századtól betelepült Sardát a 7–9. századok között városfallal erősítették meg, a Drin-völgy egyik fontos települése és védelmi pontja lett. Korabeli temetőjének tipológiája és sírmellékletei alapján népességét a komani kultúrához sorolják. Virágkorát a 10–12. században élte, a régészeti feltárások kilenc templom maradványait azonosították a 12. században püspöki székhellyé előlépett városban. Az Oszmán Birodalom balkáni előrenyomulása során, a 15. század végén Sardát feldúlták, lakói elhagyták és soha nem népesedett be újra.

## Fekvése
Egykor a Drin bal partjának sziklás félszigete volt a középkori erődített városnak otthont adó magaslat. A duzzasztógátas Vau i Dejës-i vízerőmű 1971-es üzembe állítása után a Drin mintegy 20 kilométeres szakaszán elárasztották a völgyet, és az így kialakult Vau i Dejës-i-tó vize alá került a félsziget alsóvárosának és városfalainak egy része. A ma albánul Shurdhah / Shurdhahu néven ismert sziget mintegy 200 méterre fekszik a Drin déli partjától, és Vau i Dejësből vagy Rragamból érhető el vízi úton. A sziget területe kb. 7 hektár, partvonalainak hossza 1100 méter, legnagyobb kiterjedése észak–déli irányban csaknem 400, kelet–nyugati irányban pedig 300 méter.

## Története
A feltételezések szerint Sarda már az ókor végén, a késő római korban a Drin völgyén át Scodrából Dardaniába vezető út egyik állomása lehetett, amelyet az 5. századi gót betörések következtében erődíthettek. A régészeti ásatások eredményei ugyanakkor azt látszanak igazolni, hogy bár a félsziget valóban lakott volt a késő ókortól, Sarda városfalai legkorábban a 7–8., legkésőbb a 9. században épültek fel. A falazási technika és a tornyok tipológiája egyaránt arra utal, hogy a település erődítésére a 6. század előtt semmiképpen nem kerülhetett sor. A 6. századi alapítás egy másik bizonytalan forrása II. Gergely pápa egy 594-ben kelt levele, amelyben megemlít egy bizonyos Felix püspököt (episcopus Sardicensis), ám a filológiai kutatások nem igazolták vissza, hogy valóban a Drin-völgyi Sardáról, és nem egy másik, Sardica nevű püspöki székhelyről van szó.
Annyi bizonyos, hogy a 7–8. században már fontos regionális szerepkörű település és templomközpont volt, amely Danja, Dalmaca, Drisht és más települések mellett fontos szerepet játszott a Bizánci Birodalom és a szláv népek közötti természetes határ, a Drin-völgy védelmében. Az albán régészettudomány a komani kultúra népességének egyik fontos településeként tartja számon Sardát, amelyet korábban az illír–albán kontinuitáselméletben fontos szerepet játszó, az ókori illír etnikum és kultúra továbbélésének és virágzásának régészeti műveltségeként aposztrofáltak. A település története korai szakaszában az először 877-ben említett Polatum (albánul Pult) vidékének központja lehetett, amely a mai Shkodrától Kukësig húzódó hegyvidéket foglalta magában. Fénykorát a 10–12. században élte a város, népességszáma ebben az időszakban érte el a csúcspontját. A 12. században a sardai római katolikus püspökség (Episcopus Sardensis) székhelye lett, amely az antivari érsekséghez tartozott. Az ásatások kilenc középkori templom maradványait tárták fel a településen. A 15. században a Balkánon terjeszkedő Oszmán Birodalom hadserege elpusztította a települést, amely nem népesült be újra. Sarda pusztulására 1491-ben vagy a megelőző évek valamelyikében kerülhetett sor, 1491-ben ugyanis VIII. Ince pápa a feldúlt sardai egyházmegyét sapa–sardai püspökség (Episcopus Sapatensis et Sardensis) néven egyesítette a sapai (zadrimai) egyházmegyével. Az egyházmegye nevezetes püspökei közé tartozott Pjetër Budi és Frang Bardhi.

## Régészeti leírása
Sarda régészeti feltárására a Drin-völgy 1971-es elárasztása előtt, 1967-től került sor Hena Spahiu és Damian Komata vezetésével, amelynek során a városfalak és a felszíni maradványok topográfiai felmérése mellett feltárták a külön-külön falakkal védett alsó-, illetve felsőváros területén található lakóépületeket és templomokat, valamint a város temetőjét.
A várost védő falak hossza elérte a 690 métert, és összesen tizenegy torony tagolta. Az alsóváros falának védelmét hét, változatos alaprajzú (háromszög, félkör és négyszög alakú) torony biztosította, a fő városkaput két félkör alaprajzú bástya fogta közre. A városfalak belső oldalához lakóházakat építettek, és a két városrész területén összesen kilenc középkori templom maradványait azonosították. A templomok kivételével a lakó- és középületek uralkodó építőanyaga a terméskő volt, kötőanyagként habarcsot használtak. A város területéről előkerült leletanyagot elsősorban homokkal kevert agyagból, kézzel vagy koronggal készített, sötétszürke fazekastermékek alkotják, amelyeket többnyire szegényesen, legfeljebb hullámvonalakkal vagy szalagdíszítéssel dekoráltak. Az eszközanyagot őrlőkövek, tűzkövek, vaskések, ollók, valamint ékszerek (fülbevalók, gyűrűk stb.) képviselik.
Az alsóvárosban (ma a sziget alacsony fekvésű részén) található egyik templomrom körül tárták fel a középkori, feltehetően 7–8. századi temető húsz sírját. A középkori sardaiak halottaikat jellemzően kőlapokból kialakított, nyugati tájolású sírokba temették, hátukon fekve, kezüket a mellkasukon nyugtatva. A sírok egy részében egyetlen halottat helyeztek nyugalomra, de jellemzőbbek a családi sírok; az egyik sírban tizenhat ember maradványaira bukkantak. A sírmellékletek szegényesek, összesen nyolc sírban bukkantak döntően ékszerleletre (gyűrűk, fülbevalók, üveggyöngy nyakláncok, övcsatok stb.), ritkábban használati eszközökre (kések, fejszék stb.), és csak elvétve fegyverekre (nyílhegyek stb.). Egyes ékszereket keresztény szimbolikájú vésetekkel dekoráltak (kereszt, fácán stb.). Elsősorban a sardai középkori temető tipológiai vonásai és sírmellékletei – valamint komani, dalmacai és krujai analógiák – alapján sorolják az albán régészek Sarda népességét a komani régészeti kultúrához.
A környéken több más régészeti lelőhely és rom található, így a Jubani-barlang, az illírek korabeli Gajtan település, a danjai és a dalmacai vár.